# Franz Gerber
Franz Gerber (né le 27 novembre 1953 à Munich en Bavière) est un ancien joueur et désormais entraîneur de football allemand.
Il est le père de Fabian Gerber qui fut également footballeur professionnel.